# Тара (буддизм)
Тара (санскр. तारा IAST: [tārā], «звезда», тиб. སྒྲོལ་མ་ [Drolma] «Спасительница») — одна из главных бодхисаттв (идам, просветлённых существ) буддизма. Она родилась из слезы бодхисаттвы Авалокитешвары, когда тот оплакивал страдания мира. Из упавшей слезы вырос лотос, и из него родилась Тара, ставшая его женой.
В иконографии существует двадцать одна форма Тары, среди них основными принято считать следующие:
- Белая Тара
- Зелёная Тара
- Красная Тара (тиб.  [sgrol-ma dmar-po] [Долма Марпо] «Красная Освободительница»)[1]. Её воплощением является Курукулла.
- Жёлтая Тара (санскр.  [Васундхара] или [Васучара] «Хранительница Сокровищ»; тиб.  [Долма Сермо] «Жёлтая Освободительница»)[2]
- Голубая Тара — её воплощением является Экаджати.

Текст «Во славу двадцати одной Тары» («Поклонение двадцати одной Таре и хвала коренной мантре») читается утром во всех четырёх школах тибетского буддизма. Текст изначально написан на санскрите, позднее переведён на тибетский язык.
Главная мантра Тары одинакова и в буддизме, и в индуизме: санскр. ॐ तारे तुत्तारे तुरे स्वः IAST: [oṃ tāre tuttāre ture svāhā]. У тибетцев и тех, кто следует тибетской традиции, эта мантра звучит так: тиб. ཨོཾ་ཏཱ་རེ་ཏུ་ཏྟ་རེ་ཏུ་རེ་སྭཱ་ཧཱ། [Wylie: oM tA re tu t + tA re tu re swa hA].

## Белая Тара
Белая Тара (Sita Tāra, тиб. sgrol dkar ma) символизирует исключительную чистоту и трансцендентную мудрость.
Иконографически её изображают как имеющую семь глаз — по одному на каждой ладони и ступнях, а также во лбу, что символизирует её всеведение страдания во всей Вселенной.
Поэтому её также называют «Семиглазой». Белая Тара является целительницей и даёт удачу. В одном из древних тибетских текстов она упоминается как Еше Хорло — «колесо исполнения желаний», и, визуализируя её, практикующий стремится отождествить себя с этим божеством (тиб. идам, санскр. дэви) и таким образом убрать все препятствия.
Атрибут Белой Тары — цветок лотоса в левой руке, который является символом Трёх Драгоценностей Буддизма. От неё исходит белый свет.
В 1764 году буддийское духовенство объявило Екатерину II воплощением Белой Тары на земле, а первый хамбо-лама Дамба Доржи Заяев на аудиенции поклонился ей в ноги, как божеству. С тех пор все хамбо-ламы приносили специальную присягу на верность «Белому царю», а при личной встрече с императорами простирались перед ними.
В 2009 году президент России Дмитрий Медведев посетил Иволгинский дацан близ Улан-Удэ. Ещё до приезда президента в Бурятию ламы сообщили, что собираются признать Медведева воплощением одного из самых почитаемых божеств буддийского пантеона — Белой Тары — и провести перед ним обряд простирания. Во время этого обряда воплощение божества усаживают на трон «белого царя», а ламы полностью распластываются на земле перед ним. От обряда президент решил отказаться, но сказал, что с уважением относится к традициям буддистов и их решению.
Среди верующих очень распространена практика, когда серьёзно больной человек обращается не только к врачу, но также приглашает ламу, который начитывает мантру Тары и исполняет связанные с ней ритуалы (пуджа, санскр. पूजा, IAST: pūjā). На протяжении этого обряда необходимо начитать определённое количество мантр, а также для этого человека должно быть выполнено изображение (танка) Тары, которое должно быть закончено в течение двадцати четырёх часов. Такая интенсивная однодневная практика накапливает большой потенциал положительной энергии (пунья, санскр. पुण्य, IAST: puṇya), который, в зависимости от многих вторичных факторов, может уравновешивать и преодолевать разрушительные силы болезни.
С точки зрения буддийского учения, главная цель обретения длинной жизни состоит в том, чтобы позволить практикующему совершенствоваться на пути духовного развития. Великий тибетский учитель Марпа-Лоцава сказал, что если в жизни люди лишь приносят другим вред и создают негативную карму для самих себя, то было бы лучше, если бы они умерли раньше, чем позже. Ситуация для тех, кто приносит благо себе и другим, — противоположна, особенно в случае духовных наставников: чем дольше они живут, тем больше они способны вести других по пути к просветлению. По этой причине ученики в традиции тибетского буддизма часто подносят ламам изображения Белой Тары или одного из других божеств долгой жизни вместе с просьбой о том, чтобы они не уходили из этого мира и продолжали поворачивать дхармачакру ради всех живых существ.
В Тибете хорошо известна история, когда один практикующий достиг синхронности с Белой Тарой и мог свободно общаться с ней во время садханы. Интересен случай, который произошел с ним и его сестрой. Его младшая сестра должна была выходить замуж, но из-за крайней бедности своей семьи ей нечего было надеть в качестве положенных подвесок и браслетов на время церемонии. Тогда адепт обратился к Таре с просьбой о помощи, и в результате невеста во время бракосочетания пользовалась украшениями самой Бодхисаттвы.

## Зелёная Тара
Цвет тела Зелёной Тары (Harita Tāra, тиб. sgrol ljang ma) указывает на её принадлежность к семейству будды Амогхасиддхи — Дхьяни-будды, занимающего северную сторону Мандалы.
Иконографически она восседает на лотосе, солнечном и лунном дисках. Её правая нога спускается с сидения, тем самым символизируя готовность Тары мгновенно прийти на помощь. Левая нога согнута, и находится в состоянии покоя, лалитасане (санскр. ललितासन, IAST: lalitāsana). В руках она держит голубые цветы лотоса (утпалу санскр. उत्पल).
Считается, что Зелёная Тара появилась из слезинки правого глаза бодхисаттвы Авалокитешвара. Цвет её тела символизирует активность и мгновенное исполнение любой просьбы верующего. Её мудра выражает дарование окончательного просветления.
Считается, что человек, начитывающий её мантру — oṃ tāre tuttāre ture swāhā, — побеждает всех демонов, уничтожает препятствия и достигает исполнения желания. Особенность чтения мантры Зелёной Тары заключается в том, что чтец может не помнить всю мантру целиком. Существует легенда, что один человек шёл по мосту и вдруг, находясь на середине моста, увидел демона; он повернулся назад, и сзади тоже стоял демон. Человек не помнил всю мантру до конца и читал то, что помнил. Зелёная Тара снизошла и помогла ему. Считается, что когда человек моргает, за то время, пока его глаза закрыты, Зелёная Тара успевает тысячу раз облететь вокруг Земли, поэтому она успевает помогать каждому, кто её об этом попросит. Рассказывают, что в древней столице Китая городе Сиане был случай, когда при стотысячном начитывании мантры Зелёной Тары прозрачные хрустальные чётки практикующей по имени Ятоу (丫头) поменяли свой цвет на зелёный, что свидетельствовало о синхронизации духовных энергий этой йогини с энергиями Зелёной Тары.